# Copa COSAFA 2018
La Copa COSAFA 2018 fue  la 18.ª edición de la Copa COSAFA, una competición internacional de fútbol en que participa  equipos nacionales de países miembros del Consejo de Asociaciones de Fútbol de África del Sur (COSAFA). Fue organizada por Sudáfrica entre el 27 de mayo y el 9 de junio de 2018.

## Sistema de competición
Es un torneo organizado por la Cosafa, Consejo de Asociaciones de Fútbol de África del Sur (Council of Southern Africa Football Associations, en inglés).
Los países que actualmente pueden clasificarse para competir son: Angola, Botsuana, Comoras, Lesoto, Madagascar, Malaui, Mauricio, Mozambique, Namibia,  Seychelles, Sudáfrica, Suazilandia, Zambia y Zimbabue. 
Actualmente hay una fase de grupos, con dos grupos de cuatro equipos. El primero de cada grupo pasa a cuartos de final, ronda en la que ya se encuentran directamente seis equipos (los seis mejores según la Clasificación mundial de la FIFA). Luego hay semifinales y la final, que es a partido único.

## Participantes
| - Angola - Botsuana - Comoras - Lesoto - Madagascar - Malaui - Mauricio | - Mozambique - Namibia - Seychelles - Sudáfrica - Suazilandia - Zambia - Zimbabue |

## Fase de grupos

### Grupo A
| Pos. | Equipo         | Pts. | PJ | G | E | P | GF | GC | Dif. | Clasificación    |
| ---- | -------------- | ---- | -- | - | - | - | -- | -- | ---- | ---------------- |
| 1    | Madagascar     | 7    | 3  | 2 | 1 | 0 | 4  | 2  | +2   | Cuartos de final |
| 2    | Mozambique (E) | 6    | 3  | 2 | 0 | 1 | 6  | 3  | +3   |                  |
| 3    | Seychelles (E) | 2    | 3  | 0 | 2 | 1 | 2  | 3  | −1   |                  |
| 4    | Comoras (E)    | 1    | 3  | 0 | 1 | 2 | 1  | 5  | −4   |                  |

 Fuente: 
| 27 de mayo de 2018 | Madagascar        | 2-1     | Mozambique | Estadio Peter Mokaba, Polokwane |                             |
|                    | Dax 7' · Toky 62' | Reporte | Luís 53'   | Árbitro(s): Bernard Camille     | Árbitro(s): Bernard Camille |

| 27 de mayo de 2018 | Comoras        | 1-1     | Seychelles | Estadio Peter Mokaba, Polokwane |                             |
|                    | M'Changama 60' | Reporte | Keith 83'  | Árbitro(s): Ahmad Heeralall     | Árbitro(s): Ahmad Heeralall |

| 29 de mayo de 2018 | Comoras | 0-3     | Mozambique                  | Seshego Stadium, Polokwane |                            |
|                    |         | Reporte | Jeitoso 39' · Luís 44', 72' | Árbitro(s): Jackson Pavaza | Árbitro(s): Jackson Pavaza |

| 29 de mayo de 2018 | Madagascar   | 1-1     | Seychelles | Seshego Stadium, Polokwane |             |
|                    | Jaotombo 24' | Reporte | Mellie 35' | Árbitro(s):                | Árbitro(s): |

| 31 de mayo de 2018 | Comoras | 0-1     | Madagascar     | Estadio Peter Mokaba, Polokwane |                              |
|                    |         | Reporte | Jaotombo 45+1' | Árbitro(s): Tirelo Mositwane    | Árbitro(s): Tirelo Mositwane |

| 31 de mayo de 2018 | Mozambique                    | 2-1     | Seychelles | Estadio Peter Mokaba, Polokwane |                               |
|                    | Luís 11' (pen.) · Jeitoso 74' | Reporte | Tamboo 52' | Árbitro(s): Thando Ndzandzeka   | Árbitro(s): Thando Ndzandzeka |

### Grupo B
| Pos. | Equipo       | Pts. | PJ | G | E | P | GF | GC | Dif. | Clasificación    |
| ---- | ------------ | ---- | -- | - | - | - | -- | -- | ---- | ---------------- |
| 1    | Botsuana     | 7    | 3  | 2 | 1 | 0 | 9  | 2  | +7   | Cuartos de final |
| 2    | Angola (E)   | 4    | 3  | 1 | 1 | 1 | 2  | 2  | 0    |                  |
| 3    | Mauricio (E) | 3    | 3  | 1 | 0 | 2 | 1  | 7  | −6   |                  |
| 4    | Malaui (E)   | 2    | 3  | 0 | 2 | 1 | 1  | 2  | −1   |                  |

 Fuente: 
| 28 de mayo de 2018 | Botsuana                             | 2-1     | Angola      | Estadio Peter Mokaba, Polokwane |                                 |
|                    | Seakanyeng 5' (pen.) · Makgantai 45' | Reporte | Caporal 58' | Árbitro(s): Hamada Nampiandraza | Árbitro(s): Hamada Nampiandraza |

| 28 de mayo de 2018 | Malaui | 0-1     | Mauricio     | Estadio Peter Mokaba, Polokwane        |                                        |
|                    |        | Reporte | Balisson 15' | Árbitro(s): Hélder Martins De Carvalho | Árbitro(s): Hélder Martins De Carvalho |

| 30 de mayo de 2018 | Angola             | 1-0     | Mauricio | Estadio Peter Mokaba, Polokwane |                              |
|                    | Vincent 63' (a.g.) | Reporte |          | Árbitro(s): Nomore Musundire    | Árbitro(s): Nomore Musundire |

| 30 de mayo de 2018 | Malaui     | 1-1     | Botsuana       | Estadio Peter Mokaba, Polokwane |                           |
|                    | Sambani 7' | Reporte | Seakanyeng 88' | Árbitro(s): Celso Alvação       | Árbitro(s): Celso Alvação |

| 01 de junio de 2018 | Angola | 0-0     | Malaui | Estadio Peter Mokaba, Polokwane |                                 |
|                     |        | Reporte |        | Árbitro(s): Hamada Nampiandraza | Árbitro(s): Hamada Nampiandraza |

| 01 de junio de 2018 | Botsuana                                                                     | 6-0     | Mauricio | Estadio Peter Mokaba, Polokwane |                            |
|                     | Makgantai 3' 70' · Phiri 16' · Kgamanyane 20' · Seakanyeng 27' · Maikano 55' | Reporte |          | Árbitro(s): Jackson Pavaza      | Árbitro(s): Jackson Pavaza |

## Fase final
Sudáfrica, Suazilandia, Zambia, Namibia, Zimbabue y Lesoto clasificaron directamente a esta fase.

### Cuartos de final
| 2 de junio de 2018 | Zambia                                       | 0-0 (4-3 p.)               | Namibia                                          | Estadio Peter Mokaba, Polokwane |                              |
|                    |                                              | Reporte                    |                                                  | Árbitro(s): Tirelo Mositwane    | Árbitro(s): Tirelo Mositwane |
|                    |                                              | Tiros desde el punto penal |                                                  |                                 |                              |
|                    | Sikombe · Chirwa · Kambole · Nsabata · Chama |                            | Ketjijere · Hanamub · Martin · Keimuine · Haoseb |                                 |                              |

| 2 de junio de 2018 | Lesoto       | 1-0     | Suazilandia | Estadio Peter Mokaba, Polokwane |                              |
|                    | Motebang 71' | Reporte |             | Árbitro(s): Nomore Musundire    | Árbitro(s): Nomore Musundire |

| 3 de junio de 2018 | Sudáfrica                                  | 0-0 (3-4 p.)               | Madagascar                                                               | Estadio Peter Mokaba, Polokwane     |                                     |
|                    |                                            | Reporte                    |                                                                          | Árbitro(s): Ahmad Imtehaz Heeralall | Árbitro(s): Ahmad Imtehaz Heeralall |
|                    |                                            | Tiros desde el punto penal |                                                                          |                                     |                                     |
|                    | Madisha · Foster · Modiba · Webber · Singh |                            | Rabeson · Rakotondrazaka · Rakotoarisoa · Andrianarimanana · Njakanirina |                                     |                                     |

| 3 de junio de 2018 | Zimbabue                   | 1-1 (3-1 p.)               | Botsuana                                    | Estadio Peter Mokaba, Polokwane        |                                        |
|                    | Rusike 31'                 | Reporte                    | Makgantai 60'                               | Árbitro(s): Hélder Martins De Carvalho | Árbitro(s): Hélder Martins De Carvalho |
|                    |                            | Tiros desde el punto penal |                                             |                                        |                                        |
|                    | Amidu · Mukombwe · Billiat |                            | Seakanyeng · Sosome · Orebonye · Kereedilwe |                                        |                                        |

### Ronda de consolación
Los eliminados en cuartos de final juegan para definir al quinto lugar del torneo.
| 5 de junio de 2018 | Namibia   | 1-4     | Sudáfrica                                     | Estadio Peter Mokaba, Polokwane |                           |
|                    | Hotto 39' | Reporte | Modiba 26' (pen.) · Maboe 29', 40' · Xulu 54' | Árbitro(s): Celso Alvação       | Árbitro(s): Celso Alvação |

| 5 de junio de 2018 | Suazilandia | 0-2     | Botsuana                       | Estadio Peter Mokaba, Polokwane |                             |
|                    |             | Reporte | Makgantai 9' · Mohutsiwa 90+3' | Árbitro(s): Bernard Camille     | Árbitro(s): Bernard Camille |

### Semifinales
| 6 de junio de 2018 | Zambia      | 1-0     | Madagascar | Estadio Peter Mokaba, Polokwane |                            |
| 17:00              | Kambole 39' | Reporte |            | Árbitro(s): Jackson Pavaza      | Árbitro(s): Jackson Pavaza |

| 6 de junio de 2018 | Lesoto                                  | 0-0 (1-3 p.)               | Zimbabue                    | Estadio Peter Mokaba, Polokwane     |                                     |
| 19:30              |                                         | Reporte                    |                             | Árbitro(s): Ahmad Imtehaz Heeralall | Árbitro(s): Ahmad Imtehaz Heeralall |
|                    |                                         | Tiros desde el punto penal |                             |                                     |                                     |
|                    | Kalake · Moremoholo · Nkoto · Thabantso |                            | Billiat · Mukombwe · Mudimu |                                     |                                     |

### 5.º lugar
| 8 de junio de 2018 | Sudáfrica                            | 3-0     | Botsuana | Estadio Peter Mokaba, Polokwane |                                 |
| 17:00              | Madisha 39' · Modiba 78' · Maboe 89' | Reporte |          | Árbitro(s): Hamada Nampiandraza | Árbitro(s): Hamada Nampiandraza |

### 3.º lugar
| 8 de junio de 2018 | Madagascar | 0-1     | Lesoto    | Estadio Peter Mokaba, Polokwane |                           |
| 19:30              |            | Reporte | Nkoto 10' | Árbitro(s): Celso Alvação       | Árbitro(s): Celso Alvação |

### Final
| 9 de junio de 2018 | Zambia          | 2-4 (t. s.) | Zimbabue                                       | Estadio Peter Mokaba, Polokwane        |                                        |
| 15:30              | Kambole 8', 50' | Reporte     | Kadewere 4', 90+3' · Billiat 101' (pen.), 117' | Árbitro(s): Hélder Martins De Carvalho | Árbitro(s): Hélder Martins De Carvalho |

## Campeón
| Copa COSAFA 2018    |
| ------------------- |
| Bandera de Zimbabue |
| Zimbabue 6º Título  |

## Goleadores
| Jugador             | Goles |
| ------------------- | ----- |
| Onkabetse Makgantai | 5     |
| Luis Miquissone     | 4     |
| Kabelo Seakanyeng   | 3     |
| Lebohang Maboe      | 3     |
| Lazarous Kambole    | 3     |